# گلدشت (لامرد)
گلدشت (نام پیشین: گل‌خرگ)، روستایی از توابع بخش علامرودشت شهرستان لامرد در استان فارس ایران است. روستای گلدشت در شمال غربی بخش علامرودشت و در مسیر جاده علامرودشت به گله‌دار واقع شده‌است. بیشتر اهالی این روستا از عشایر قشقایی می‌باشند.
در مرداد ماه ۱۳۹۴ با تصویب هیئت وزیران نام این روستا از گل‌خرگ به گلدشت تغییر یافت. نام گل‌خرگ اشاره به درختچه استبرق دارد که در جنوب کشور خرگ نامیده می‌شود.

## جمعیت
این روستا در دهستان کهنویه قرار دارد و براساس سرشماری مرکز آمار ایران در سال ۱۳۹۰، جمعیت آن ۳۵۷ نفر (یعنی حدوداً ۸۹ خانوار) بوده‌است.